# Jamie Lowery
Jamie Lowery (Port Alberni, British Columbia, 15 de enero de 1961) es un exfutbolista de Canadá que jugaba en la posición de centrocampista.

## Carrera

### Club
| Periodo   | Club             |
| --------- | ---------------- |
| 1982-1983 | Victoria West FC |
| 1984-1986 | Victoria Vikes   |
| 1987-1992 | Vancouver 86ers  |

### Selección nacional
Debutó con Canadá en enero de 1986 en un partido amistoso ante Paraguay y su único gol internacional lo anotó el 30 de junio de 1991 en la derrota por 1-3 ante México en Los Ángeles por la Copa de Oro de la Concacaf 1991. Formó parte de la selección que jugó en la Copa Mundial de Fútbol de 1986 en México, donde jugó el partido contra Francia.

## Logros

### Club
- Canadian Soccer League (4): 1988, 1989, 1990, 1991
- Liga de Campeones de Norteamérica (1): 1990

### Individual
- Miembro del Canadian Soccer Hall of Fame en 2007.[4]